# 熊本電気鉄道5000形電車
熊本電気鉄道5000形電車（くまもとでんきてつどう5000けいでんしゃ）は、熊本電気鉄道が所有している電車である。東京急行電鉄（東急）の5000系（初代）を譲り受けて導入したものである。

## 概要
老朽車両の取替えのため、東急5000系デハ5000形を1981年（昭和56年）に2両、1985年（昭和60年）に4両譲り受けたもの。熊本電気鉄道としては初のカルダン駆動方式の車両である。

### 5043・5044
1981年に譲り受けた2両は当初、東急時代の5043・5044の番号のまま、片運転台、2両固定編成で使用開始された。主な改造は熊本電気鉄道の電圧の直流600Vにあわせた降圧改造工事で、電動発電機(MG)を主抵抗器送風機付きのCLG-107からCLG-333に交換し、それに伴い主抵抗器送風機を新設している。
社紋は東急のものから熊本電気鉄道のものに交換したが、車体塗色や台車は東急時代のままであった。
東急長津田車両工場で改造を実施し、1981年11月25日に北熊本に搬入され、12月2日から試運転を行い、12月21日に営業運転を開始した。
その後、1986年（昭和61年）にワンマン運転対応化改造を受けたのち、1988年（昭和63年） には5043が両運転台化され5105に改造されたが、その際に5044は改造されず休車扱いとなった。

### 5101 - 5105
この5両は単行運転のため連結面側に運転台を増設して両運転台化し、ワンマン運転用の各種機器を備えたグループである。
5101 - 5104は1985年に譲り受けた車両で、東急長津田車両工場で改造され、東急デハ5031・5032・5053・5038 → 5101 - 5104となった。5105は1988年に5043を自社工場で5101 - 5104とほぼ同様に改造した車両である。
連結面側は車端部の側面窓を埋めて運転室・運転台を新設し、新設の運転室側面に小窓を設けた。新設運転台側の前面部は切妻のままであるため、先に改造された上田交通クハ290形と同様「平面ガエル」と呼ばれたが、上田交通クハ290形と異なり、3枚窓貫通形の形状となっている。5101・5103は既設運転台側が上熊本・藤崎宮側で新設運転台側が御代志側、5102・5104・5105は新設運転台側が上熊本・藤崎宮側で既設運転台側が御代志側である。新設運転台の運転機器は東急で廃車となったデハ5007 - 5010のものが流用された。
5101 - 5104は譲渡時に5043・5044と同様の降圧改造工事も行われており、電動発電機を東洋電機製造製TDK-359A1に交換し、電動空気圧縮機も交換している。それ以外の機器は東急時代のままである。
車体塗色は基本的には東急時代のライトグリーンのままであるが、ワンマン対応であることの識別のため、黄色・橙色の帯が加えられた。側面ドア脇には「入口」「出口」「締切」を示す表示灯が新設された。前照灯は新設運転台側にシールドビームを新設し、既存運転台側もシールドビームに変更された。
5102・5104は新設側の運転台が進行方向に向かって右側に設けられている。当初の予定では5102・5104は新設運転台側を御代志側に向け、5101・5103は新設運転台側を上熊本・藤崎宮側に向ける予定で、上熊本・藤崎宮前方面へ運行する際にはホームが右側となる駅が多いため運転台を右側に設けたものであったが、譲渡時に予定と逆向きに入線したためこの特徴は活かされなかった。
車内は小田原機器製の運賃箱・運賃表示器・整理券発行機・自動放送装置・後方監視用ミラーなどのワンマン運転用設備を設置したが、それ以外は大きく改造されず、つり革には「東急百貨店」「東横のれん街」「渋谷の109」などの東急時代の広告が廃車までそのまま残っていた。
5101 - 5104と同時に、部品確保用として東急からデハ5109・5120の2両が譲渡された。この2両は譲渡当初より車籍はなく、北熊本駅構内に長い間置かれていたが、のちに解体され現存しない。

## 運用
就役後は熊本電気鉄道の主力車両として使用され、1991年（平成3年）に休車状態の5044を除き水色と青の新塗装（200形と同じ塗装）に塗り替えられた。しかし、超軽量車体であるため老朽化の進行が早く、加えて車体強度の問題から冷房装置の搭載が困難なため、1995年（平成7年）以降、6000形に順次置き換えられて廃車が進められた。
2004年（平成16年）に全線ATS運用が開始された際には残った5101・5102の2両のみがATS機器を取り付けて5101A・5102Aと改番され、塗装が東急時代のライトグリーン一色に戻され、上熊本駅 - 北熊本駅間の折り返し運転用として引き続き使用されたが、冷房非搭載のため夏場の平日は200形電車が代走していることが多かった。
2012年（平成24年）10月13日から2014年10月12日まで、5101Aが『ケロロ軍曹』のラッピングトレインとして運行された。なお、車内アナウンスはケロロ軍曹役の渡辺久美子が務めていた。
この2両は2008年までに岳南鉄道5000系が全廃されて以降、他社に譲渡された初代東急5000系電車で営業運転される最後の2両となったが、車体や機器の老朽化により車両故障が頻発して運行に支障をきたすことも多かったため、2015年（平成27年）から翌年にかけて東京メトロより01系を2編成4両導入して代替し、2両とも運用を終了した。
特に機器不具合が多発していた5102Aが先に廃車対象となり、同車は2015年2月8日、15日、22日に北熊本駅構内で開催された「電車のお仕事1日体験」に使用されたあと、運行最終日の3月8日には午前中から日中にかけては北熊本車両基地で5101Aとの記念撮影会や5101Aと連結して2両編成で車両基地内を試運転するなどのイベントが行われ、夕方から最終列車までは上熊本 - 北熊本間の運用に入り走行した。同日限りで運用離脱し、同年4月1日から4月3日にかけて解体処分された。
残った5101Aは2015年2月、同年4月1日からのICカード乗車券「くまモンのIC CARD」導入を前に運賃箱・運賃表示器をレシップ製のICカード対応の運賃箱・フルカラー表示LCD表示機に取り替え、車内放送やチャイムも更新したが、01系1編成が就役し、同年6月以降は基本的に毎週日曜日のみの限定運行となり、それ以外は01形と200形による運行となった。そして2016年2月14日が運行最終日となり、同日は北熊本駅構内で撮影会が開催された午後の一部の時間を除いてほぼ終日上熊本 - 北熊本間の最後の運用に入り、北熊本駅構内では午前中から午後にかけて様々な引退（お別れ）イベントが多数開催された。引退後は解体はされず、北熊本駅構内にて動態保存されている。

## ギャラリー

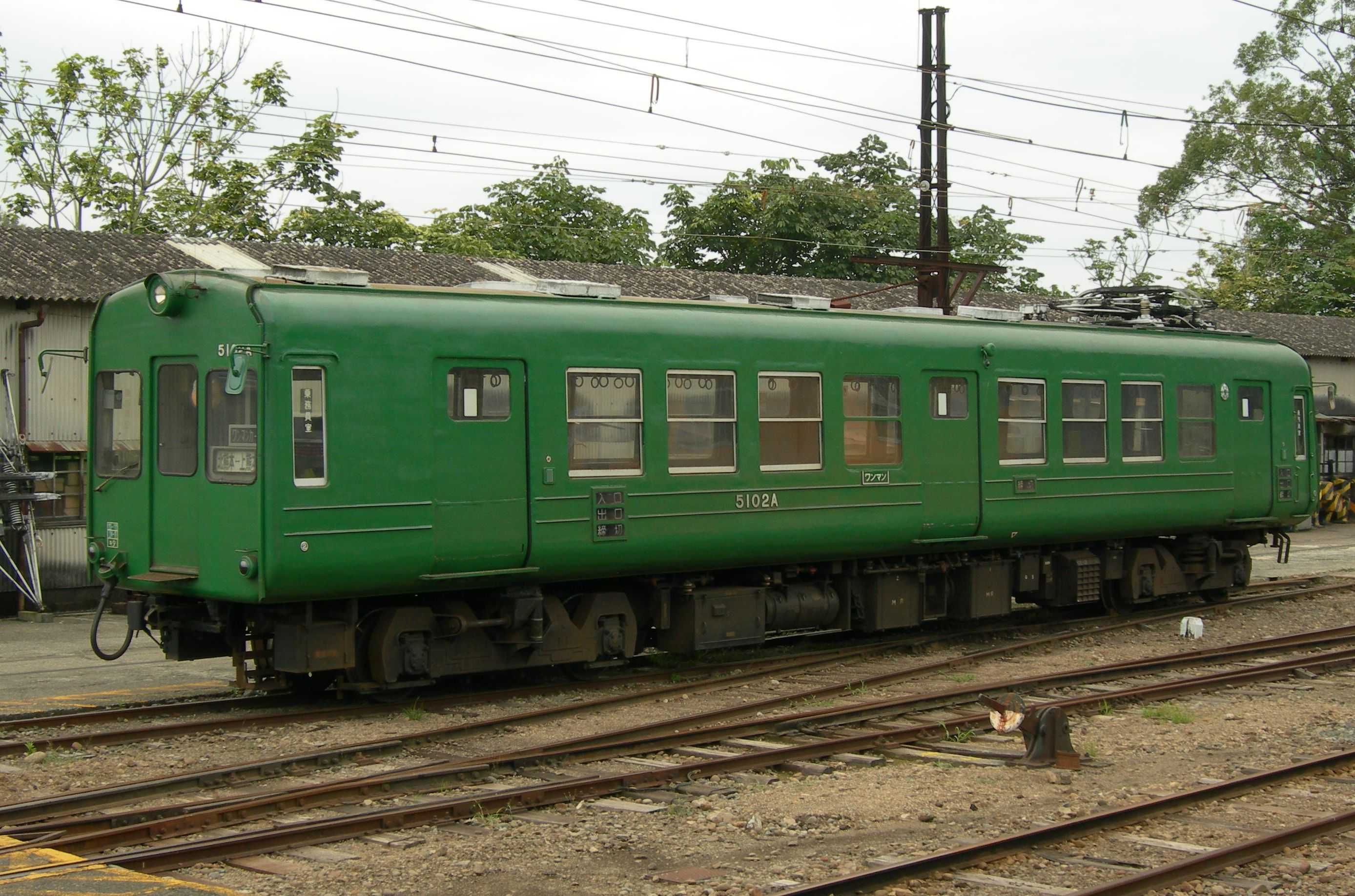
5102A 切妻貫通側 北熊本 - 上熊本間専用となったのちは貫通幌が撤去された
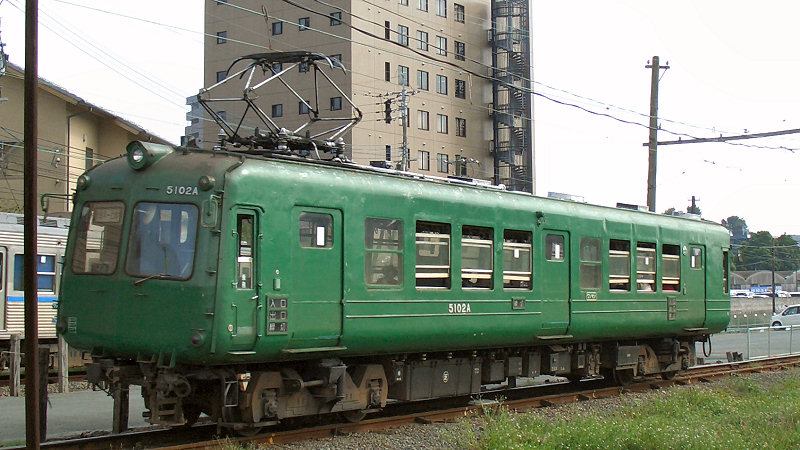
5102A
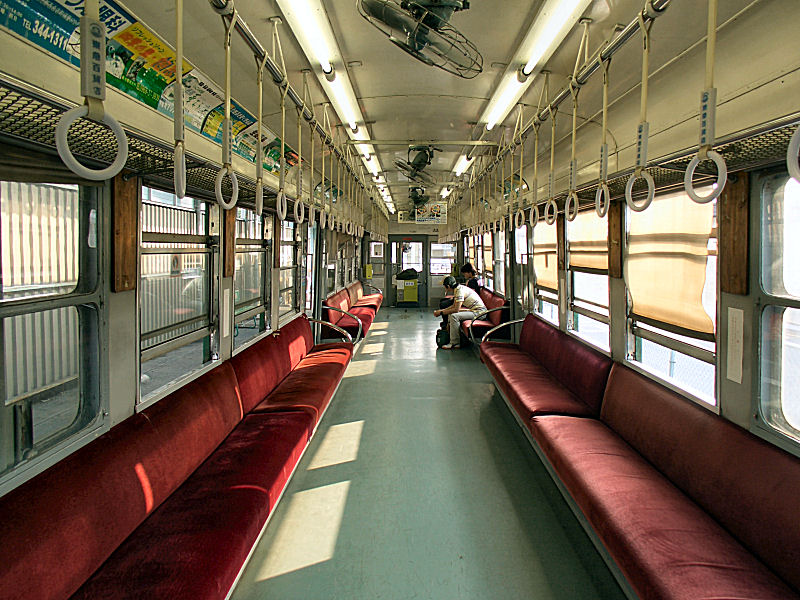
5102A 車内
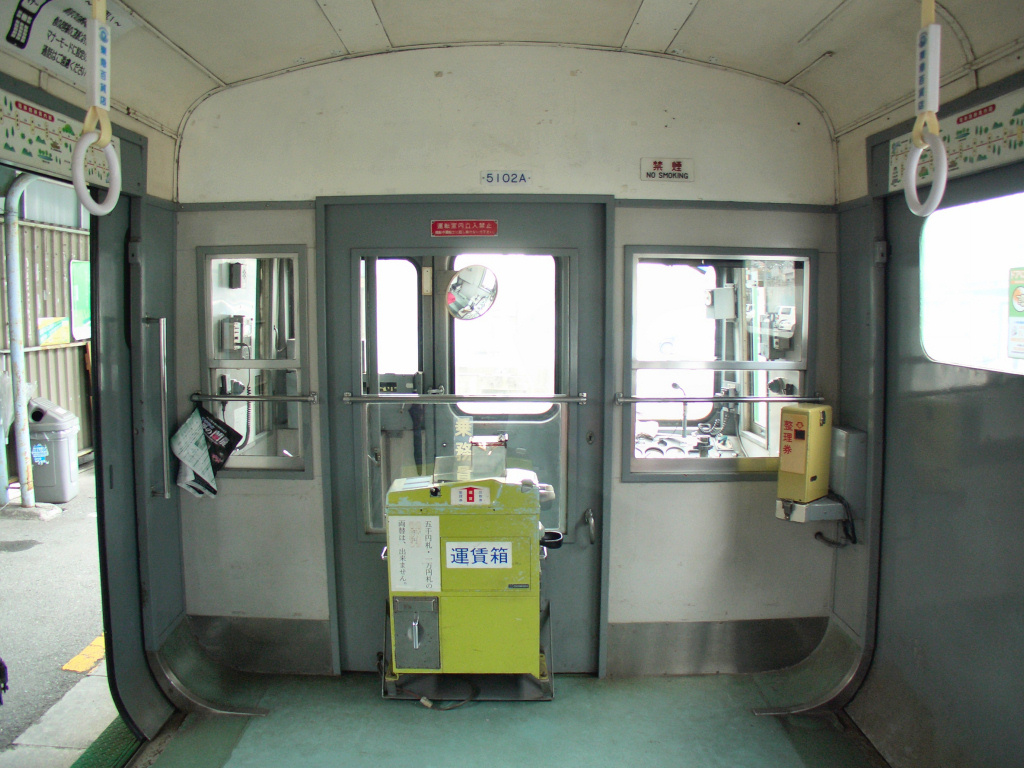
5102A 貫通側乗務員室
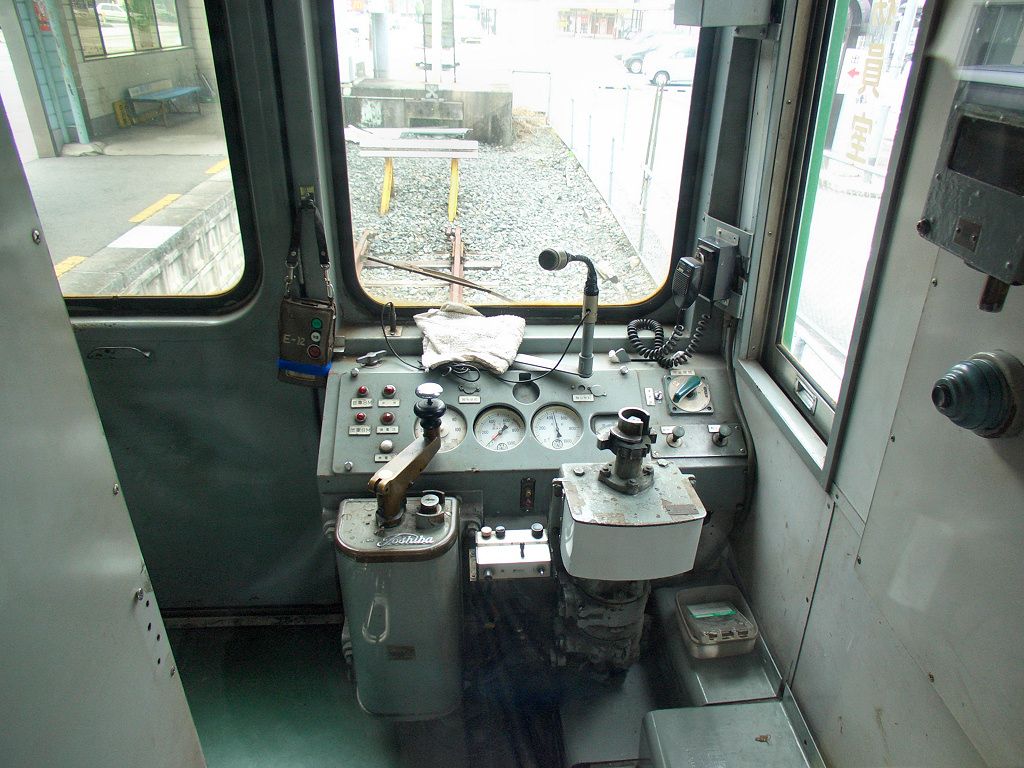
5102A 貫通側運転台 進行方向に向かって右側に設置されている
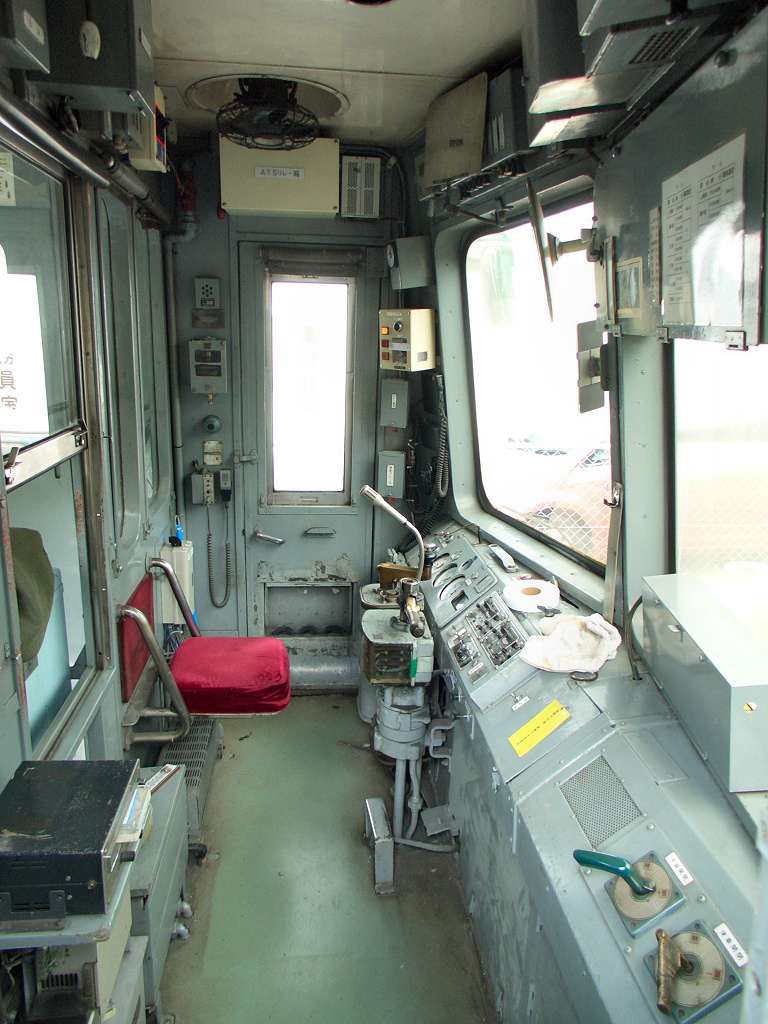
5102A 運転台

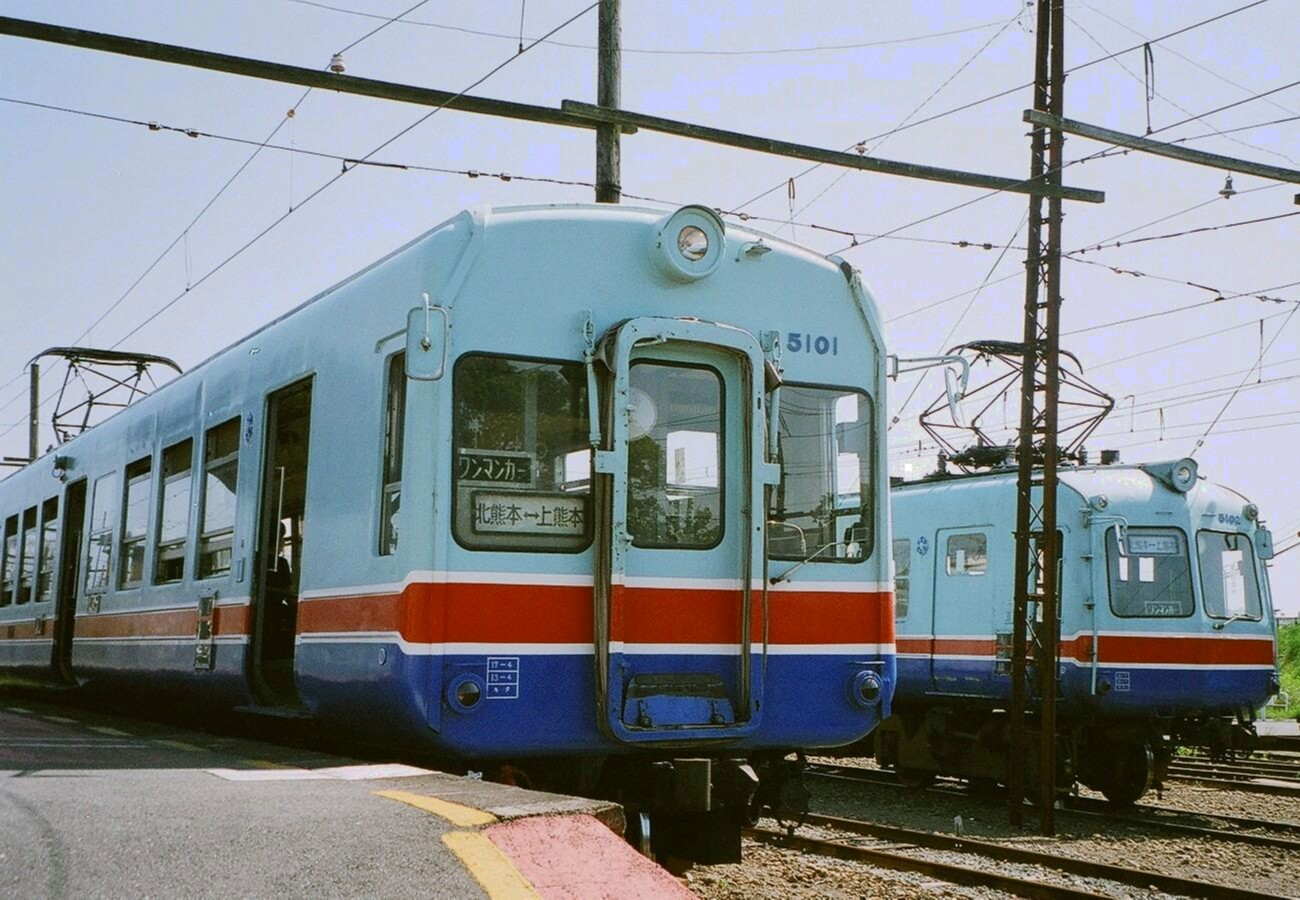
2002年当時の5101・5102 1991年からの塗装で貫通幌撤去前
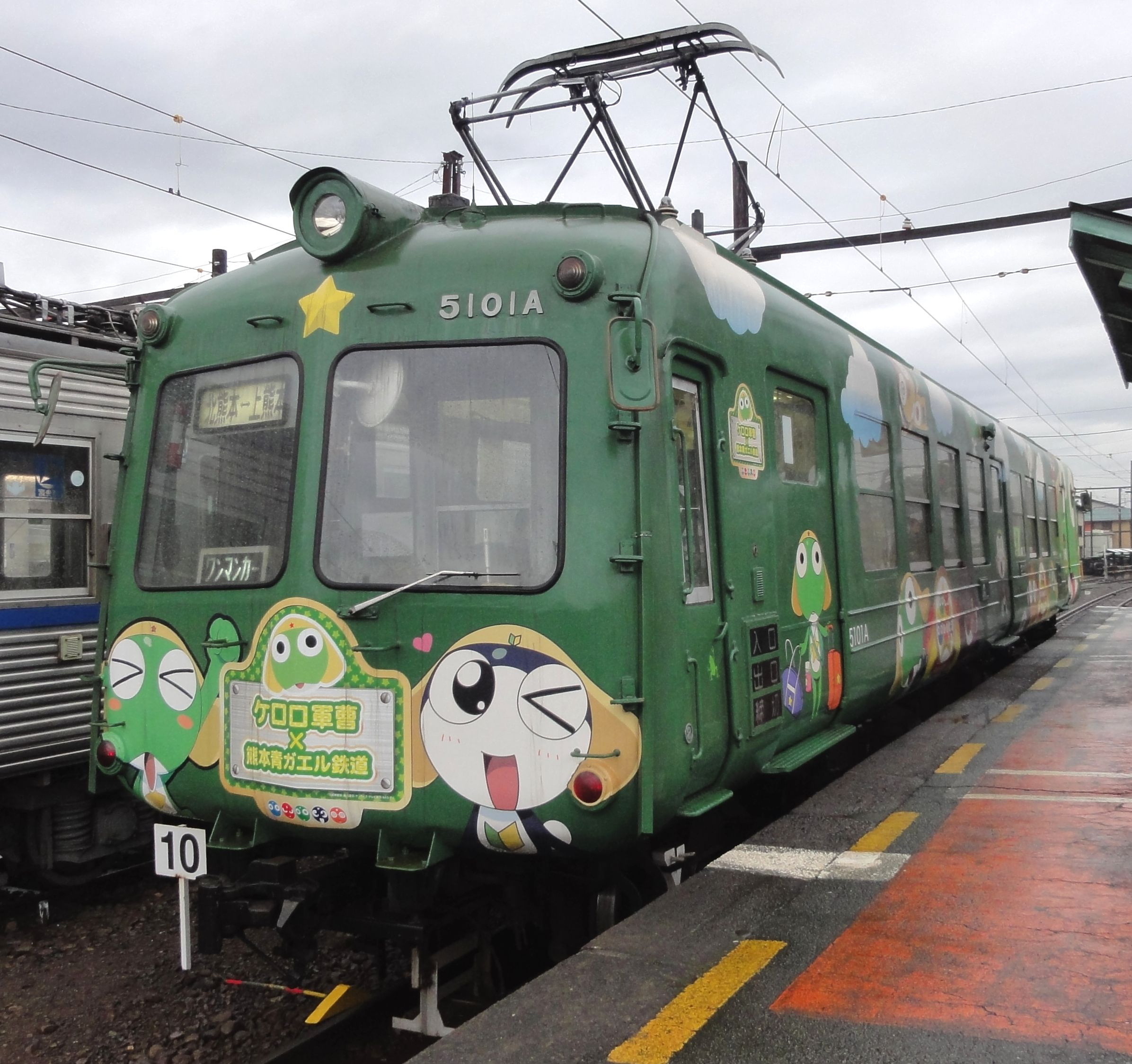
ケロロ軍曹ラッピングトレイン
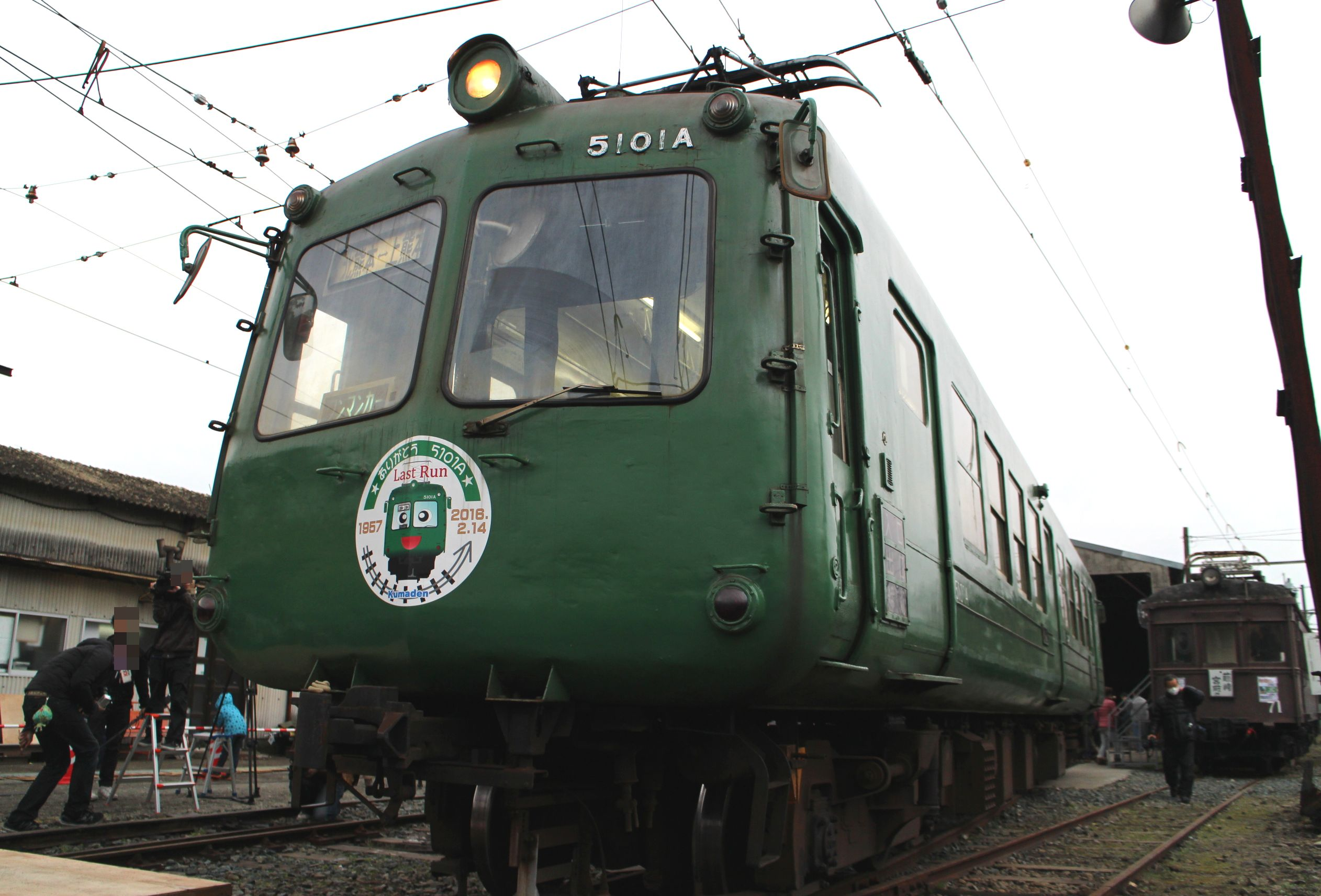
引退セレモニー直前の様子
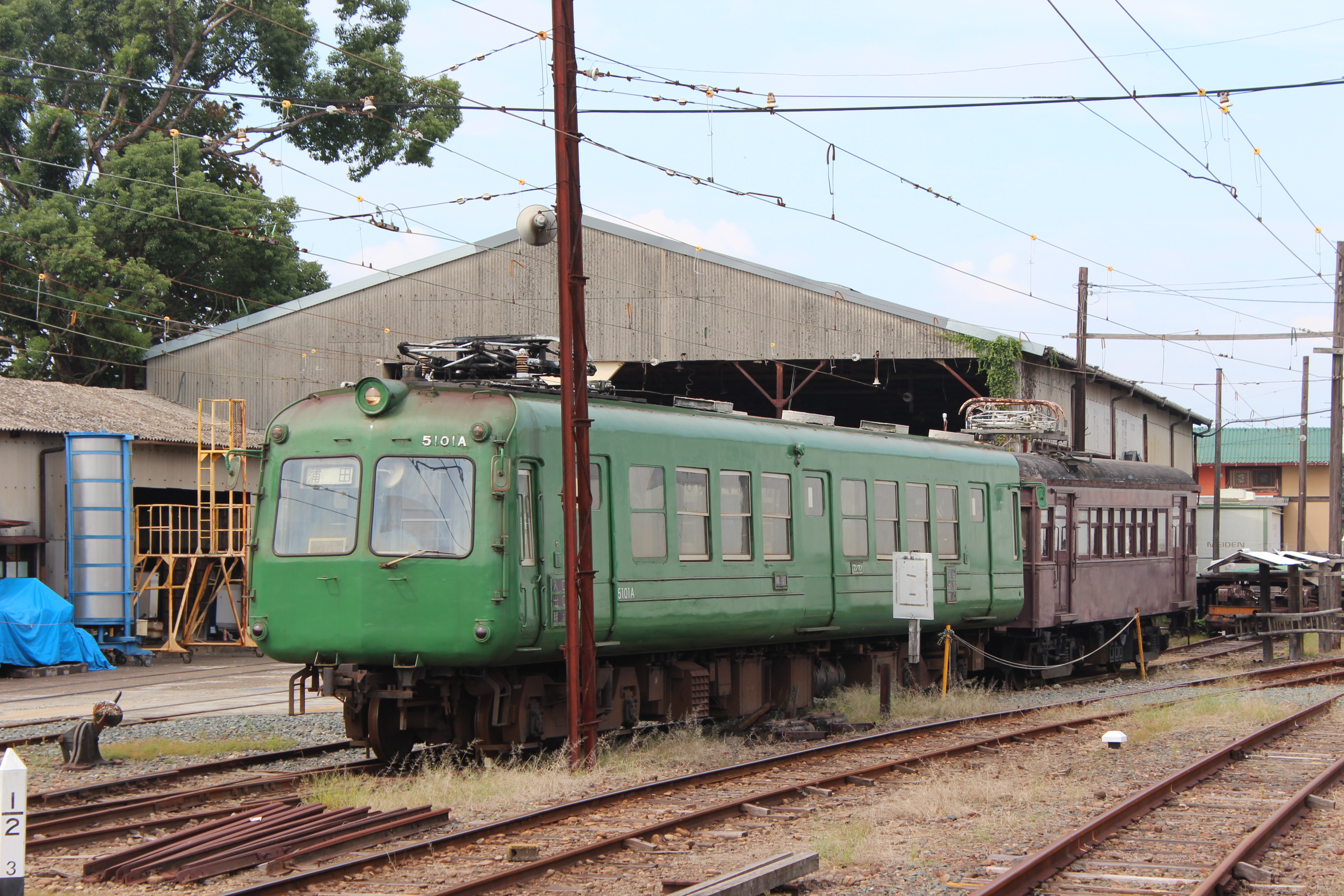
引退後は北熊本駅構内にて動態保存されている（後方はモハ71）